# 塞伊·阿德班乔
塞伊·阿德班乔是一名非二元性別酷兒艺术硕士，生于奈及利亞，目前居于纽约。塞伊是新媒體藝術家，通过创作数字视频、多媒体摄影作品、电影和文学作品来提高人们对社会问题的认识，作品融汇艺术、媒体、想象、仪式和政治。

## 生平与职业生涯
塞伊是德克萨斯州有色人种艺术团体Allgo的进驻艺术家，曾任布朗克斯艺术博物馆的AIM奖助研究员、艺术组织“自助洗衣店”（英語：The Laundromat Project）、“酷儿/艺术/指导”（英語：Queer/Art/Mentorship）、梅斯莱斯纪录片中心、IFP与城市传说纪录片研究中心的研究员，也曾在纽约大学、大学影视协会会议、AWP、Lambda 文学基金会和巴西酷儿范式会议做过演讲。

## 艺术创作
塞伊的创作曾在Longwood艺术画廊、天窗画廊（位于貝福史岱文森重建公司）、布朗克斯艺术与舞蹈学院、纽约市博物馆、莱斯利-洛曼艺术博物馆和滑铁卢艺术画廊展出。其作品亦曾在奥孙州立大学、《南非之声》杂志、Q-Zine和《莫特黑文先驱报》发表。
塞伊的微电影《跨性别者的命也是命！为艾斯兰·奈特斯伸张正义》（Trans Lives Matter! Justice For Islan Nettles）片长7分钟，主要讲述2013年8月一名跨性别女子「艾斯兰·奈特斯」被谋杀的故事。该短片已经在公共广播电视公司13频道和布鲁克林博物馆上映，并持续在全球播出，参与第28届BFI Flare：伦敦LGBTQ电影节、黑星电影节、性别卷轴电影节（Gender Reel Film Festival）和半島電視台美國頻道的官方评选，也曾在布鲁克林电影节、侨民卷轴姐妹电影节、洛杉矶跨性别电影节和沃克藝術中心放映。
塞伊的纪录片《ỌYA：在前往西非的路上发生了一些事情！》（Ọya: Something Happened on the Way to West Africa!）講述塞伊前往尼日利亚的旅程，探索奥里沙传统、神灵和塞伊曾祖母彼此之間的故事，該片结合约鲁巴神话、诗歌、表演和专家访谈，讲述关于性别和土著约鲁巴人灵性的故事，探讨种族和性别认同議題。

## 獎項
塞伊的作品曾獲頒悉尼跨性别国际电影节国际最佳短片奖、巴尔的摩国际黑人电影节最佳短纪录片奖、海洋之傲LGBT电影节奖和亨特学院艺术与科学院院长硕士论文獎學金。